# Chiesa dei Minoriti
L'antica chiesa dei Minoriti (in tedesco Minoritenkirche), il cui nome ufficiale è Chiesa Nazionale Italiana Madonna della Neve (in tedesco Italienische Nationalkirche Maria Schnee), è una chiesa costruita in stile gotico francese che si trova nel primo Distretto a Vienna.
La chiesa è attualmente gestita dalla Fraternità Sacerdotale San Pio X.

## Storia

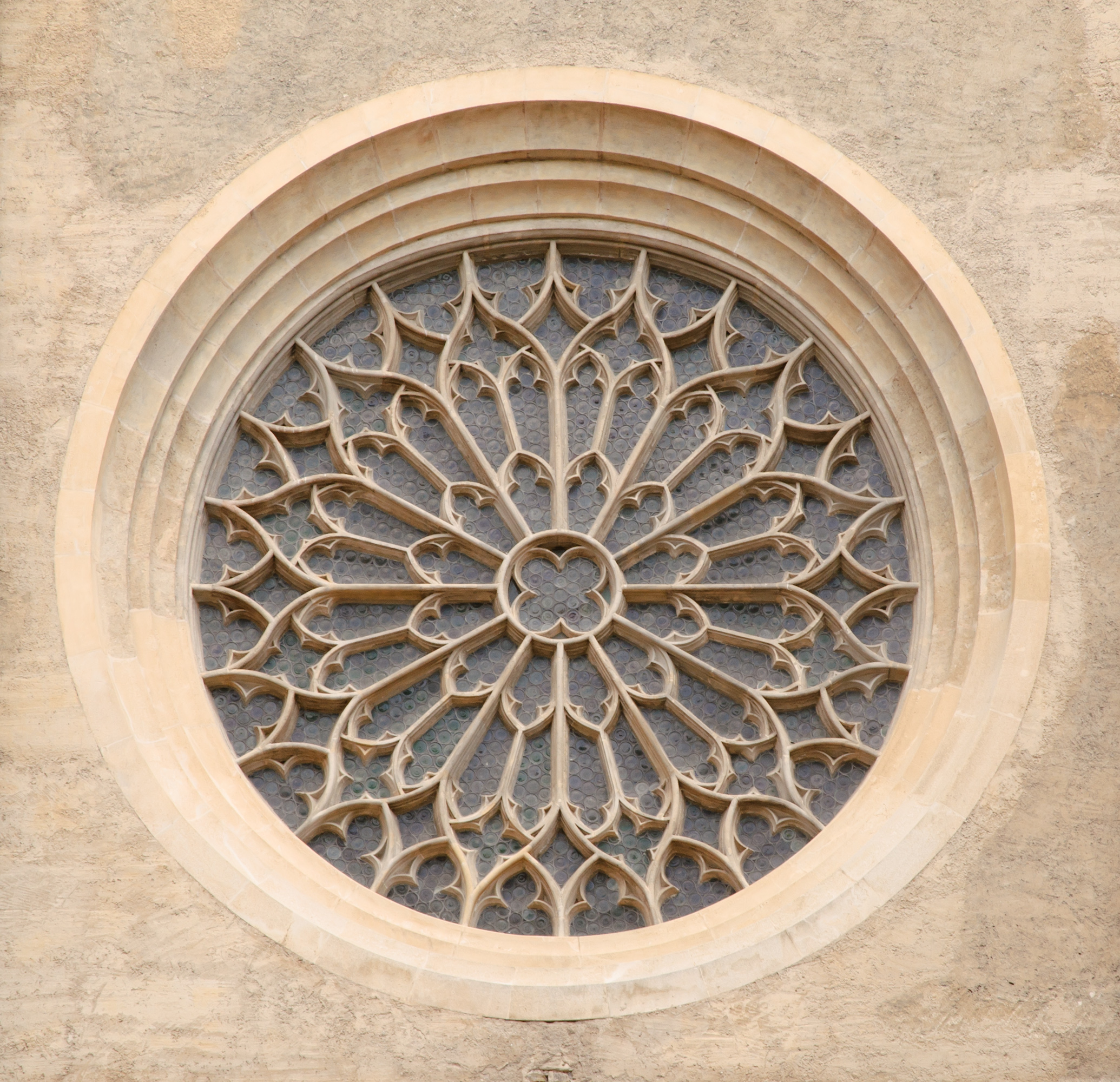
Uno dei due rosoni della facciata sud

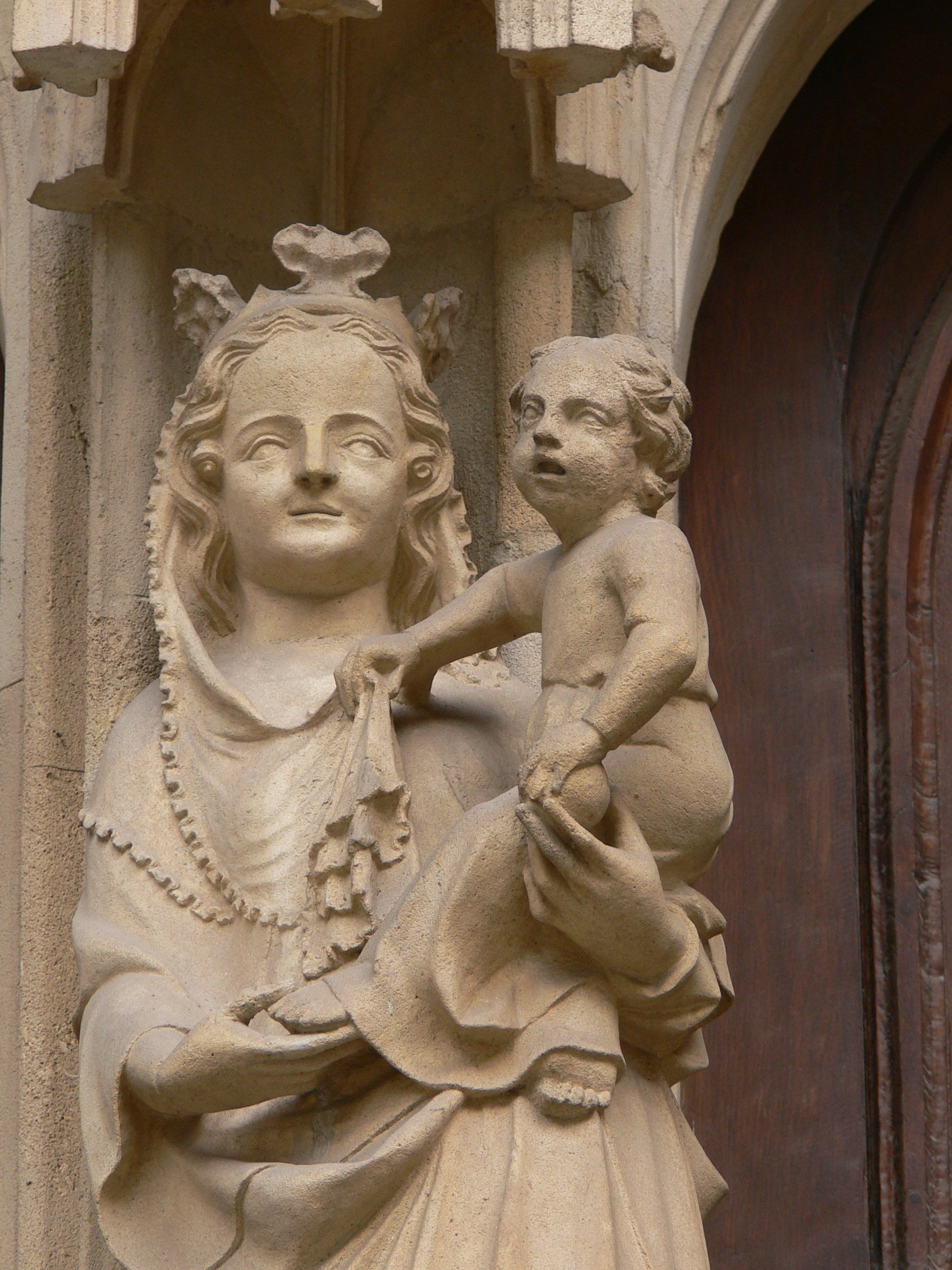
Madonna col Bambino, particolare del portale

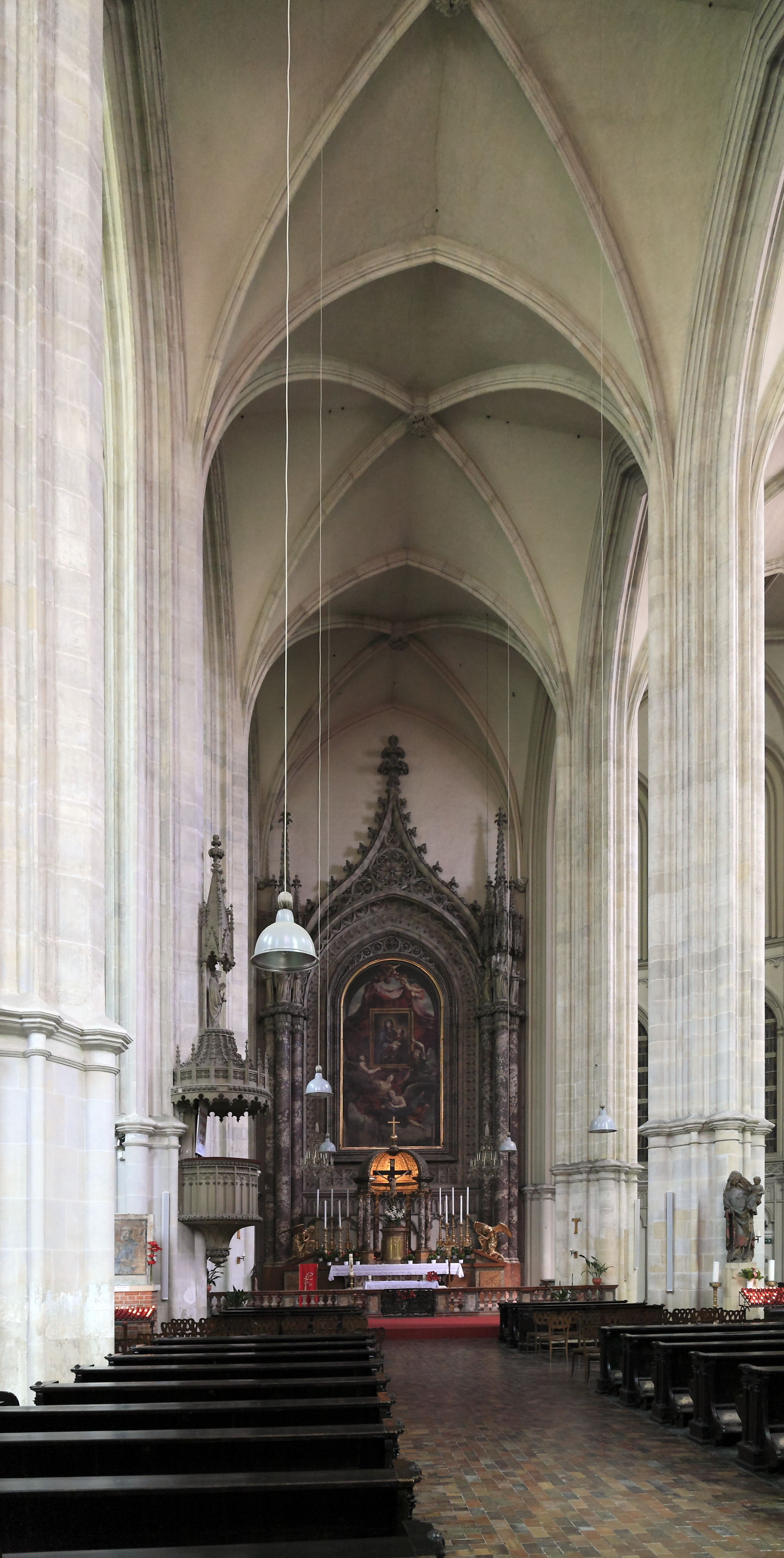
L'interno

Il duca Leopoldo VI di Babenberg, detto il "Glorioso", tornando dalla crociata nel 1219, si fermò ad Assisi per esprimere a san Francesco il desiderio di avere dei frati francescani, già presenti in Germania, anche a Vienna.
I frati francescani Alberto da Pisa, Giovanni da Carpi, Martino da Milano e Giacomo da Treviso presero allora la via per la città dove decisero di trapiantare il loro ordine, stabilendosi nella piazza am Hof, dove risiedeva il duca.
Nel 1260 la chiesa era conosciuta, grazie ai suoi fondatori originari dall'Italia, come la chiesa dei frati italiani e venne dotata di un convento che contava già 150 frati. Il francescanesimo ebbe in seguito molti seguaci, soprattutto tra le famiglie nobili, dai principi del Liechtenstein alle famiglie italiane che abitavano a Vienna, quali i Medici, i Concini, i Ricasoli, i Cavalcanti, gli Stampa e molte altre che spesso facevano tumulare qui i propri defunti, riconoscibili tramite gli stemmi dipinti sulle pareti. Ai frati francescani vennero affidate cattedre all'università e si presero anche cura delle anime dei malati del vicino ospedale Kaiserspital.
Un incendio nel 1276 diede la possibilità di ricostruire interamente la chiesa, la cui prima pietra fu posta da re Ottocaro II di Boemia e signore d'Austria. La chiesa aveva due navate ed era fornita di un coro allungato.
La duchessa Bianca volle la costruzione di un secondo coro, il coro di San Luigi (in onore del suo santo zio re di Francia), che venne realizzato solo più tardi per volere dell'Imperatrice Elisabetta (e consacrato a San Ludovico di Tolosa), e poi unito al resto della chiesa formando così una chiesa a tre navate. Buona parte della costruzione fu affidata a padre Giacomo di Parigi, realizzatore del portale maggiore, splendida opera in gotico francese. L'antico coro allungato non esiste più e oggi ne sono visibili solo le fondamenta, ricostruite in seguito alla costruzione dell'adiacente stazione della metropolitana U3.
Nel corso dei secoli la chiesa subì incendi e distruzioni, soprattutto durante le guerre austro-turche.

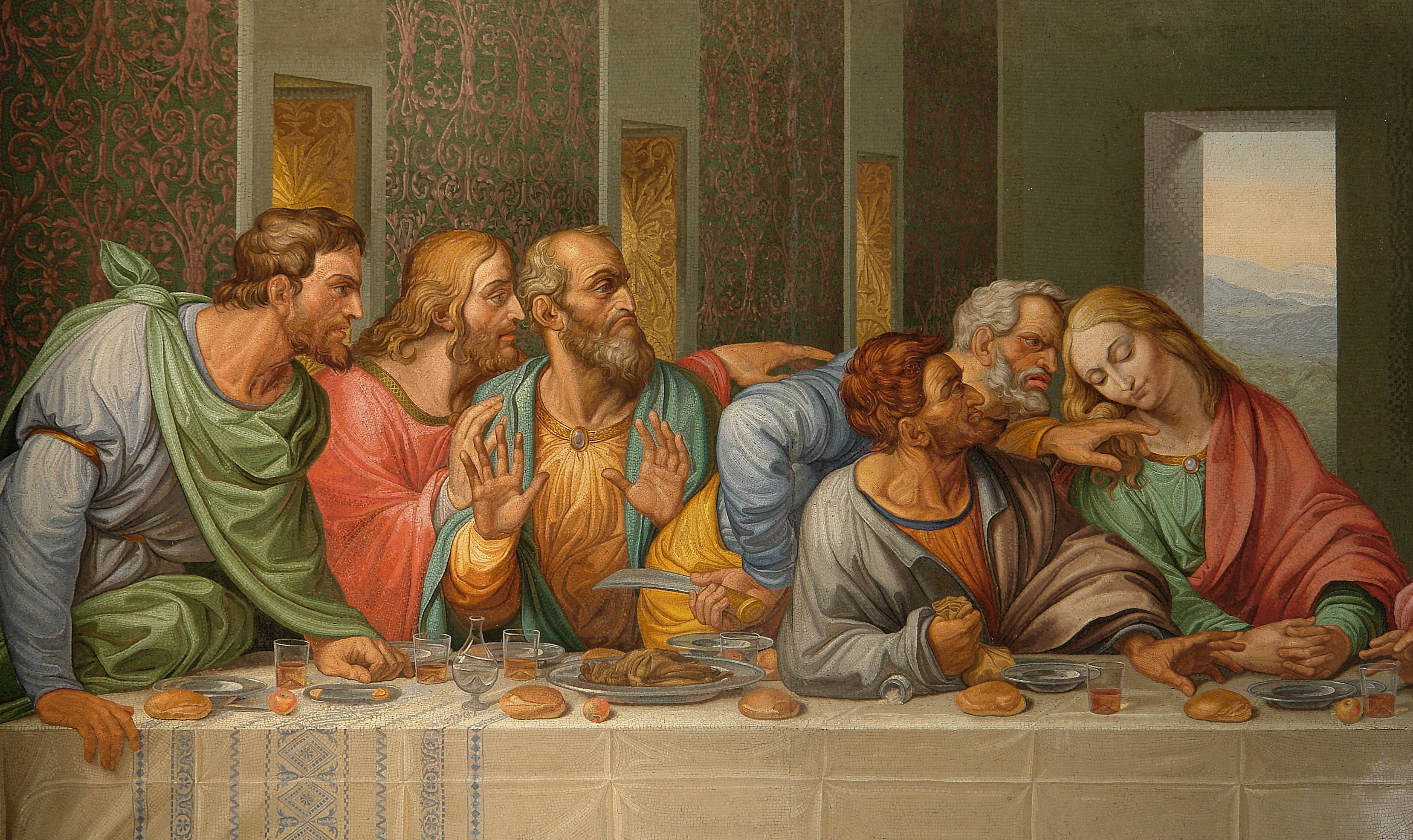
Il mosaico di Giacomo Raffaelli

Nel 1784 Giuseppe II d'Asburgo, nel quadro della lotta generale contro gli ordini monastici, cacciò l'ordine dei Trinitari, detti "Weißspanier" (spagnoli bianchi), e donò la loro chiesa (Alserkirche) e il loro convento ai Frati Minori affinché si prendessero cura delle anime dei pazienti del vicino ospedale fondato dall'imperatore Giuseppe II. L'antico convento Minorita divenne di proprietà dello stato e la sua chiesa fu donata alla "Congregazione Italiana" ad aeternum per ospitare la popolosa comunità italiana della capitale asburgica. La chiesa divenne così la Chiesa Nazionale Italiana di Vienna e venne dedicata alla "Madonna della Neve" (la patrona della Congregazione Italiana), dalla basilica romana di Santa Maria Maggiore e tale è ancor oggi. A seguito della nuova dedicazione vennero compiute numerose ristrutturazioni, affidate all'architetto austriaco Johann Ferdinand Hetzendorf von Hohenberg, che mirarono soprattutto alla rimozione delle componenti barocche dell'interno.
La Congregazione Italiana Madonna della Neve è un'associazione di cattolici italiani residenti a Vienna fondata nel 1625 dal gesuita Guglielmo Lamormaini come congregazione mariana e divenuta indipendente dall'Ordine Gesuita nel 1773. La Congregazione ha conservato fino a oggi il suo carattere di associazione italiana ed è composta soprattutto di italiani trasferitisi a Vienna e di loro discendenti. Per promuovere la lingua e la cultura italiana a Vienna la Congregazione, oltre che organizzare le S. Messe in lingua italiana, sostiene anche una scuola italiana per bambini e ragazzi dai 6 ai 18 anni. I corsi vengono suddivisi in diversi livelli a seconda dell'età e delle conoscenze dei partecipanti. L'associazione ha anche un proprio coro a cui è stato dato il nome di Antonio Salieri, uno dei più noti membri della Congregazione Italiana.
Nella chiesa si può scorgere un maestoso simbolo di "italianità": un mosaico, copia dell'Ultima Cena di Leonardo da Vinci, opera di Giacomo Raffaelli terminata nel 1817, commissionata da Eugenio Beauharnais che intendeva donarla a Napoleone I, per il Louvre.
Dal 1784 la cura delle anime della Chiesa Nazionale Italiana di Vienna fu assunta in parte da sacerdoti diocesani in parte da sacerdoti di vari ordini, tra i quali i Redentoristi e i Salesiani. Dal 1957 al 2019 la cura pastorale è stata temporaneamente svolta dai frati minori, dopodiché nuovamente da sacerdoti diocesani.
Nel 2019, una divisione è emersa tra la Congregazione Italiana della Madonna della Neve (guidata da Daniela Panella Jirout) e padre Thomas Manalil O.F.M.Conv.., rettore in carica, su alcuni aspetti della vita della chiesa. Padre Manalil ha rassegnato le dimissioni dalla carica di rettore ed è stato trasferito presso la chiesa della Santissima Trinità dei Frati Minori, nell'Alservorstadt, seguito da una parte della comunità italiana di Vienna.
Essendo la chiesa rimasta priva di un rettore, la Congregazione per due anni ha dovuto farsi carico di organizzare i celebranti per le regolari messe della comunità italiana. Nel 2021 la chiesa è stata donata dalla Congregazione alla Fraternità Sacerdotale San Pio X (FSSPX), società di vita apostolica cattolica tradizionalista di rito tridentino. La FSSPX ha iniziato ad operare nella chiesa a partire dal 3 giugno 2022 e, da allora, la messa tridentina è celebrata ogni giorno lavorativo e due volte la domenica.